# If Guns Are Outlawed, Can We Use Swords?
If Guns Are Outlawed, Can We Use Swords? é o primeiro lançamento da banda americana de metalcore Attack Attack!. Foi lançado em 2008.

## Gravação
If Guns Are Outlawed, Can We Use Swords? foi gravado durante o final de 2007 até 2008 e foi lançado no início de 2008. O EP foi lançado de graça, como um download da Internet e nunca foi lançado oficialmente em CD. Vários meses depois, a banda assinou com a Rise Records. Após o lançamento do EP e depois de assinar com a Rise Records, eles se decidirão em classificar a formação em seis membros (Carlile, Whiting, Shomo, Wetzel , Holgado, Franck) para gravar seu álbum de estréia, Someday Came Suddenly. Metade das músicas incluídas no If Guns Are Outlawed, Can We Use Swords? foram regravadas para o Someday Came Suddenly, que também foi lançado em 2008.

## Faixas
| N.º            | Título                                                        | Duração |  |
| 1.             | "The People's Elbow"                                          | 2:42    |  |
| 2.             | "Dr. Shavargo Pt. 2"                                          | 3:50    |  |
| 3.             | "Party Foul"                                                  | 3:08    |  |
| 4.             | "What Happens If I Can't Check My MySpace When We Get There?" | 2:53    |  |
| 5.             | "If Guns Are Outlawed..."                                     | 4:11    |  |
| 6.             | "On the Porch"                                                | 3:06    |  |
| 7.             | "Healthy Normal"                                              |         |  |
| 8.             | "Poison Sumac Body Wrap"                                      | 3:16    |  |
| Duração total: | Duração total:                                                | 27:41   |  |

## Créditos
Attack Attack!
- Austin Carlile - vocal, programação
- Johnny Franck - guitarra base, vocal limpo
- John Holgado - baixo
- Andrew Whiting - guitarra principal
- Andrew Wetzel - bateria
- Ricky Lortz - guitarra base
- Nick White - baixo
- Caleb Shomo - teclado

Produção
- Produzido e engenhado por Bobby Leonard